# Loge Quatuor Coronati
Loge Quatuor Coronati is een onderzoeksloge, oftewel een vrijmetselaarsloge waarbinnen onderzoek wordt gedaan naar de historische en cultuurwetenschappelijke aspecten van de vrijmetselarij. De loge is de oudste onderzoeksloge ter wereld en wordt gezien als een autoriteit op haar terrein. Quatuor Coronati gaf vorm aan de zogeheten authentic school of Masonic research, die voor het eerst in de geschiedenis van de vrijmetselarij historische bronnenkritiek toepaste op rituelen, symboliek en de herkomst van de orde. Zij is lid van de United Grand Lodge of England.
De loge komt vijf keer per jaar samen in Freemasons' Hall in Londen, de hoofdzetel van de United Grand Lodge of England. Hier worden ook lezingen gehouden over lopend historisch onderzoek. Sinds haar ontstaan geeft de loge jaarlijks Ars Quatuor Coronatorum (AQC) uit, een publicatie van artikelen over de resultaten van  maçonniek onderzoek. Zij heeft een netwerk van correspondenten, de Quatuor Coronati Correspondence Circle (QCCC) met leden over de hele wereld. De AQC verschijnt sinds 1886 onafgebroken en is het oudste wetenschappelijke tijdschrift op het gebied van vrijmetselarij. Naast dit jaarboek geeft de loge ook langere studies uit in de reeks Quatuor Coronati Papers.
De loge ontleent haar naam aan het Regiusmanuscript (regels 497-534), een van de oudste maçonnieke documenten, daterend uit het einde van de 14e eeuw. De naam is Latijns voor 'De vier gekroonden', een verwijzing naar de Vier Gekroonde Martelaren, patroonheiligen van bouwvakkers en steenhouwers. Deze laatste spelen een belangrijke rol in de geschiedenis van de vrijmetselarij.

## Ontstaan

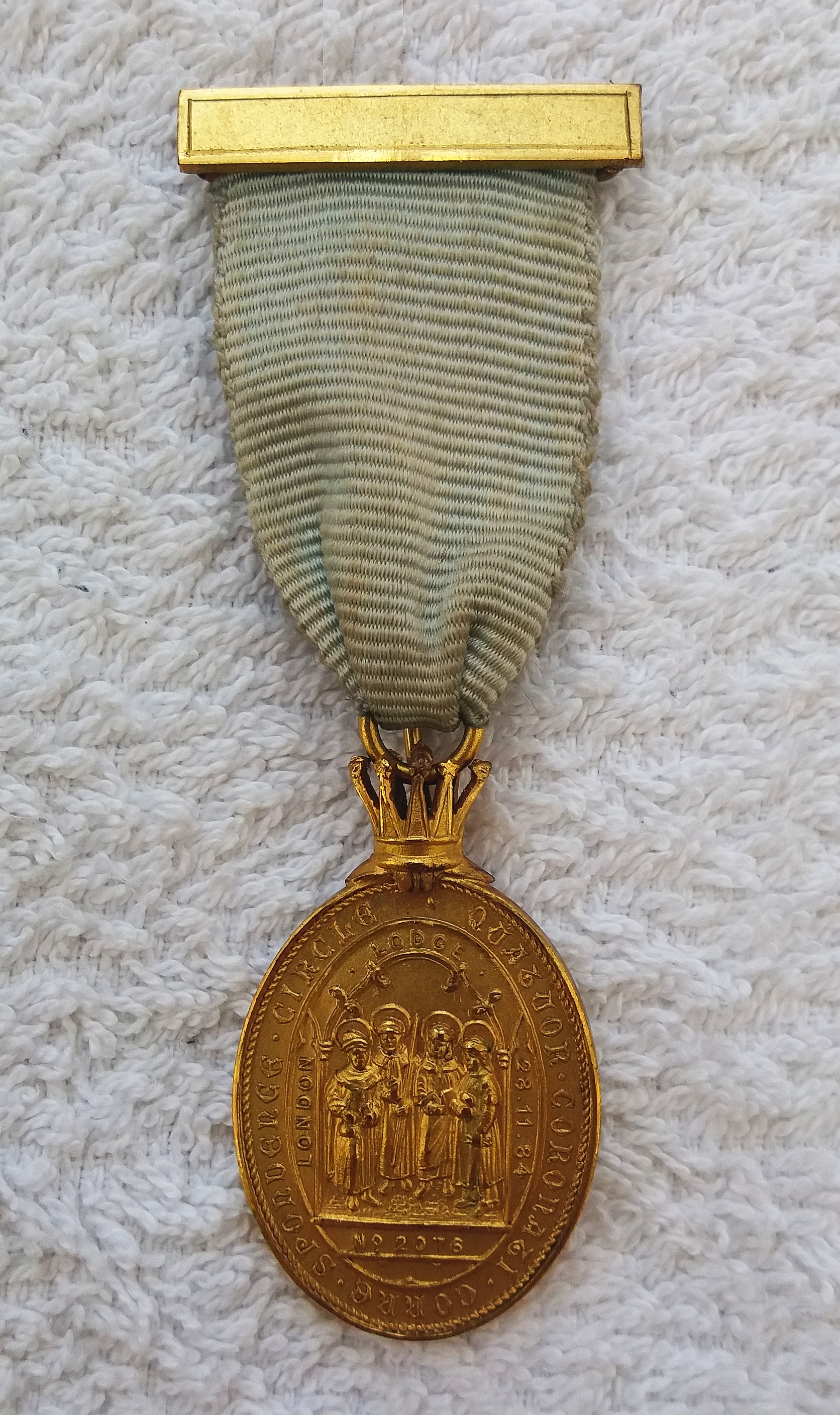
Draagpenning loge Quatuor Coronati

De loge werd opgericht in 1884 door een negental vooraanstaande vrijmetselaars, te weten  Charles Warren, William Harry Rylands, Robert Freke Gould, Revd. Adolphus Frederick Alexander Woodford, Walter Besant, John Paul Rylands, majoor Sisson Cooper Pratt, William James Hughan en George William Speth. Door afwezigheid van de eerste Voorzittend Meester, Charles Warren, werd de loge echter pas officieel geïnstalleerd in 1886. De oprichters wilden een eind maken aan de speculatieve en legendarische geschiedschrijving die in de negentiende eeuw nog gangbaar was. Hun streven was een kritisch-historische aanpak op basis van primaire bronnen en vergelijkend onderzoek.

## Lidmaatschap
De loge bestaat uit een klein gezelschap van zogeheten 'working members', doorgaans niet meer dan veertig, die jaarlijks een Voorzittend Meester uit hun midden kiezen. Wereldwijd zijn daarnaast duizenden onderzoekers en belangstellenden aangesloten bij de QCCC.

## Invloed
Loge Quatuor Coronati diende als model voor tal van andere onderzoeksloges wereldwijd. In navolging van haar werkwijze werden onder meer de Correspondentieloge van het Grootoosten der Nederlanden en onderzoeksloges in Duitsland, Scandinavië en de Verenigde Staten opgericht. Door haar publicaties en internationale netwerk geldt zij tot op heden als invloedrijk centrum van maçonniek-historisch onderzoek.